# Pioneeranomalin

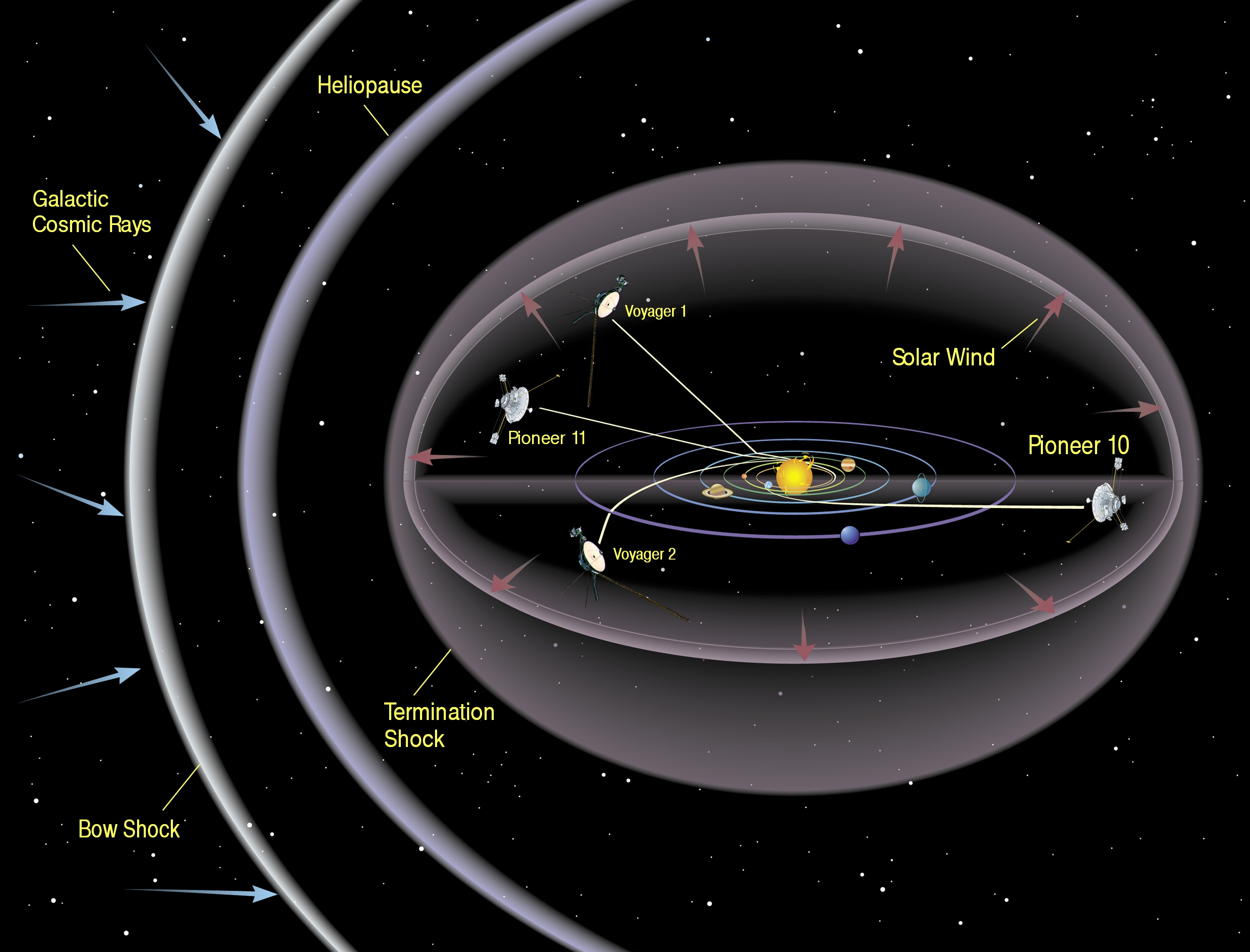
Banorna hos rymdsonderna Pioneer 10 och Pioneer 11 samt Voyager 1 och Voyager 2.

Pioneeranomalin var en avvikelse från den beräknade hastigheten som observerades hos rymdsonder, i synnerhet Pioneerprogrammets Pioneer 10 och 11. Dessa skickades iväg 1972 och 1973 på banor som leder dem ut ur solsystemet, ungefär i motsatta riktningar. Avvikelsen bestod i en svag men ändå klart skönjbar inbromsning. Denna kunde först inte förklaras som ett rimligt resultat av kända fysikaliska effekter och var länge föremål för vetenskaplig diskussion och innovativa förklaringsförsök. Numera anses avvikelsen förklarad av den anisotropa värmestrålningen från sondernas radioisotopgeneratorer och vetenskapliga instrument. Var och en av värmestrålningens utgående fotoner ger upphov till en rekyl. På grund av sondens form och rörelseriktning blir summan av dessa rekyler en bromsande kraft.

## Anomalins observation
Anomalin observerades genom mätningar med hjälp av radiosignaler som sändes till rymdsonderna och 'speglades' tillbaka till jorden. Man mätte såväl Dopplereffekten, ur vilken man kan beräkna sondens hastighet i förhållande till jorden, som signalens löptid, ur vilken man kan beräkna sondens avstånd. Båda slagen av mätningar visade på en konstant extra acceleration aP = (8,74±1,33)×10-10 m/s2 i riktning mot solen för både Pioneer 10 och Pioneer 11. Liknande, men mindre tillförlitliga resultat erhölls även från andra rymdsonder. 
Anomalin framträdde när sonderna var på avstånd större än 12 AE (astronomiska enheter) från solen. På kortare avstånd påverkades de mera av solvinden, som gav dem en acceleration i riktning bort från solen och skymde Pioneereffekten. Pioneer 10 kunde utnyttjas för telemetriska observationer tills den var på ett avstånd på nästan 80 AE (2002), medan Pioneer 11 slutade svara när den var 30 AE från solen (1990).   
Eftersom sonderna rör sig ungefär radiellt utåt från solsystemet, långt från dess centrum, och precisionen hos de befintliga mätdata var begränsad (±15%), gick det inte att avgöra om den oförklarade accelerationen var riktad mot solen eller mot jorden eller mot sondernas rörelse i sina banor.  

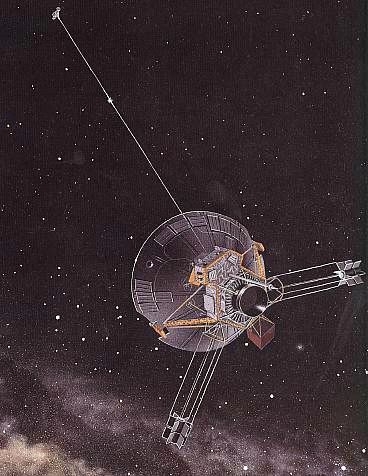
Tecknad bild av en Pioneer-sond

## Tidiga förklaringsförsök
Anomalin visade sig som en extra inbromsning (blåförskjutning), när man tagit hänsyn till alla kända effekter som leder till avvikelser från Newtons gravitationslagar såsom relativistiska effekter, solvind, strålningstryck med mera. Försök att förklara anomalin som en effekt av oförutsedda men i princip kända faktorer (till exempel utströmmande gas eller temperaturojämnheter hos sonden), verkade till en början ge alldeles för små effekter. Anderson m.fl. (2002) lyckades inte heller modellera en i tiden konstant effekt med okonventionella antaganden på något sätt som skulle vara förenligt med astronomiska observationer av planeternas rörelser.
Den utförliga sammanställningen av Turyshev och Toth (2010) pekade dock på nya undersökningar, som antydde att till exempel effekten av termisk rekyl från sondernas radioisotopgeneratorer kunde vara större än man tidigare trott. Flera samverkande effekter kunde därför inte heller uteslutas.

## Ny fysik?
Den oförklarade accelerationen aP var konstant, alltså oberoende av avståndet från solen, och tycktes vara lika med produkten av ljushastigheten c och H0 (Hubblekonstanten). Detta tolkades som att accelerationen skulle ges av ett kosmologiskt samband av något slag. Medan man observerar en rödförskjutning i ljuset hos avlägsna galaxer som ökar i proportion till deras avstånd, så motsvarar Pioneereffekten en blåförskjutning som tycks vara inversen av den nämnda rödförskjutningen. Turyshev och Toth menade dock att detta var ett approximativt numeriskt sammanträffande och pekade på studier som skulle utesluta ett kosmologiskt ursprung. De påtalade vidare att sambandet ensamt bara kan förklara en huvuddel av effekten, eftersom något annat skulle kräva en cirka 15 % större Hubblekonstant, vilket inte stämmer med oberoende observationer.
Flera försök gjordes också att förklara Pioneeranomalin med ny fysik, såsom en modifierad gravitationskraft eller en kosmologisk effekt, till exempel mörk energi. Kosmologiska effekter av universums expansion borde påverka planeternas banor på samma sätt som Pioneersonden, men man menar att det kan finnas en skillnad mellan effekten på bundna banor och fria banor. Denna effekt ansågs dock vara för liten för att förklara anomalin, trots att sambandet ovan ger värdet knappt 12 miljarder år för Hubble-tiden 1/H0.

## Förklaring

Systemdiagram för Pioneer 10 och Pioneer 11.

För att förstå värmestrålningens ursprung och hur den kan resultera i en bromsande kraft behöver man känna till hur Pioneer-sonderna är konfigurerade. Se bilden till höger.  De för förklaringen viktigaste komponenterna är:
- En parabolantenn med diameter 2,8 m riktad mot jorden för att sända och ta emot signaler.
- Två cylindriska radioisotopgeneratorer monterade längst ut på 2,5 m långa fackverksbommar. De försörjer sonden med elektricitet och är laddade med 238Pu som har en halveringstid på 87,7 år.[4] Det  mesta av sönderfallsenergin strålar bort som värme, endast en liten del blir elektricitet.
- Ett paket med vetenskapliga instrument monterat bakom antennen. Instrumenten värms upp när de förbrukar elektriciteten.

Sondens orientering i rymden stabiliseras genom att den roterar med rotationsaxeln riktad mot jorden.
Redan 1998 påpekades det att värmestrålningens bromsande inverkan var underskattad och eventuellt kunde förklara hela anomalin. Det var emellertid svårt att göra en noggrann beräkning. Vid den tiden fanns ingen detaljerad termisk modell och telemetridata om sondens temperatur var inte tillgängliga. Dessutom förutspådde alla modeller att effekten skulle minska med tiden vartefter plutoniet förbrukades, något som inte syntes i den första analysen.
Genom ett omfattande arbete kunde gamla telemetridata återfinnas och konverteras till moderna format. Detta gav data om energiförbrukningen och temperaturen hos vissa delar av farkosten. Flera forskningsgrupper skapade detaljerade termiska modeller, som kunde verifieras mot de data om temperatur och energiförbrukning som nu blivit kända och det blev möjligt att göra kvantitativa beräkningar av den bromsande kraften. Navigationsdata som gick längre tillbaks i tiden visade också att accelerationen faktiskt vara avtagande.
I juli 2012 publicerade Slava Turyshev med flera en artikel i Physical Review Letters som förklarade anomalin. Arbetet undersökte värmestrålningens verkan för Pioneer 10 och drog slutsatsen att "once the thermal recoil force is properly accounted for, no anomalous acceleration remains". Deras artikel är den mest detaljerade analysen, men förklaringen grundad på värmestrålningens tryck stöds av andra oberoende forskningsgrupper, till exempel "värmestrålningens tryck orsakar inte förbiflygningsanomalin men förklarar sannolikt den anomala  acceleration som uppmätts för Pioneer 10" och "Det visar sig att hela den anomala accelerationen kan förklaras av termiska effekter".